# Ruben Providence
Ruben Providence (Lagny-sur-Marne, 7 juli 2001) is een Frans-Haïtiaans voetballer die doorgaans speelt als aanvaller. Hij komt uit voor Almere City FC.

## Clubcarrière
Providence doorliep de jeugdopleidingen van Paris Saint-Germain FC en AS Roma, maar speelde voor beide teams nooit een wedstrijd in het eerste elftal. Roma leende hem uit aan Club Brugge in de zomer van 2021, maar hier speelde hij ook niet in het eerste team. In januari 2022 leende Roma hem uit aan GD Estoril-Praia, waar hij ook slechts uitkwam voor het belofte-elftal in de jongerencompetitie.

### TSV Hartberg
Providence werd in de zomer van 2022 uitgeleend aan het Oostenrijkse TSV Hartberg, dat uitkwam in de Oostenrijkse Bundesliga. Hier mocht hij zijn debuut in het betaald voetbal maken, op 2 oktober 2022 tegen SK Austria Klagenfurt. Hij scoorde dat seizoen 6 doelpunten in 21 wedstrijden.
In de zomer van 2023 nam Hartberg Providence definitief over van AS Roma. Hij speelde het seizoen 2023/24 bijna elke wedstrijd voor de club. Hartberg werd dat jaar in de achtste finale uitgeschakeld in de ÖFB Cup door Red Bull Salzburg na penalty's. 

### Almere City
Medio 2024 tekende Providence een contract bij Almere City FC. Op 31 augustus 2024 maakte hij zijn debuut in de Eredivisie, tegen FC Groningen (1-1). Hij kwam in de 67e minuut in de ploeg voor Baptiste Guillaume. Hij gaf zijn eerste assist tegen SC Heerenveen op 21 december. Hij gaf de bal op Álex Balboa in de 92e minuut voor de 3-0.

## Interlandcarrière
Providence debuteerde in het Haïtiaans voetbalelftal op 22 maart 2025, in een oefeninterland tegen Azerbeidzjan. In de wedstrijd tegen Aruba voor de kwalifcatie voor het WK 2026 op 7 juni 2025 maakte hij zijn eerste doelpunt. De wedstrijd eindigde in 5-0. Ook werd hij geselecteerd voor de Gold Cup van 2025.

## Statistieken
| Seizoen | Club           | Competitie | Competitie | Competitie | Beker | Beker | Overig | Overig | Totaal | Totaal |
| Seizoen | Club           | Competitie | Wed.       | Dlp.       | Wed.  | Dlp.  | Dlp.   | Dlp.   | Wed.   | Dlp.   |
| ------- | -------------- | ---------- | ---------- | ---------- | ----- | ----- | ------ | ------ | ------ | ------ |
| 2022/23 | → TSV Hartberg | Bundesliga | 21         | 6          | 0     | 0     | 0      | 0      | 21     | 6      |
| 2023/24 | TSV Hartberg   | Bundesliga | 27         | 2          | 3     | 0     | 2      | 0      | 32     | 2      |
| 2024/25 | TSV Hartberg   | Bundesliga | 0          | 0          | 1     | 2     | 0      | 0      | 1      | 2      |
| 2024/25 | Almere City    | Eredivisie | 22         | 0          | 1     | 0     | 0      | 0      | 23     | 0      |
| Totaal  | Totaal         | Totaal     | 70         | 8          | 5     | 2     | 2      | 0      | 77     | 10     |

Bijgewerkt tot 17 juni 2025.